# Аксенте-Север (комуна)
Аксенте-Север (рум. Axente Sever) — комуна у повіті Сібіу в Румунії. До складу комуни входять такі села (дані про населення за 2002 рік):
- Агирбічу (1537 осіб)
- Аксенте-Север (2197 осіб) — адміністративний центр комуни
- Шоала (314 осіб)

Комуна розташована на відстані 235 км на північний захід від Бухареста, 34 км на північ від Сібіу, 89 км на південний схід від Клуж-Напоки, 118 км на північний захід від Брашова.

## Населення
За даними перепису населення 2002 року у комуні проживали 4048 осіб.
Національний склад населення комуни:
| Національність | Кількість осіб | Відсоток |
| -------------- | -------------- | -------- |
| румуни         | 3836           | 94,8%    |
| цигани         | 144            | 3,6%     |
| німці          | 38             | 0,9%     |
| угорці         | 30             | 0,7%     |

Рідною мовою назвали:
| Мова      | Кількість осіб | Відсоток |
| --------- | -------------- | -------- |
| румунська | 3979           | 98,3%    |
| німецька  | 34             | 0,8%     |
| угорська  | 22             | 0,5%     |
| циганська | 13             | 0,3%     |

Склад населення комуни за віросповіданням:
| Релігія                                       | Кількість осіб | Відсоток |
| --------------------------------------------- | -------------- | -------- |
| православні                                   | 3660           | 90,4%    |
| греко-католики                                | 290            | 7,2%     |
| лютерани (Синодально-пресвітеріанська церква) | 26             | 0,6%     |
| баптисти                                      | 25             | 0,6%     |
| римо-католики                                 | 17             | 0,4%     |
| реформати                                     | 12             | 0,3%     |
| лютерани (Аугсбурзького сповідання)           | 11             | 0,3%     |
| лютерани                                      | 2              | < 0,1%   |
| п'ятдесятники                                 | 1              | < 0,1%   |
| адвентисти                                    | 1              | < 0,1%   |
| бретрени                                      | 1              | < 0,1%   |
| атеїсти                                       | 1              | < 0,1%   |